# Skara Brae

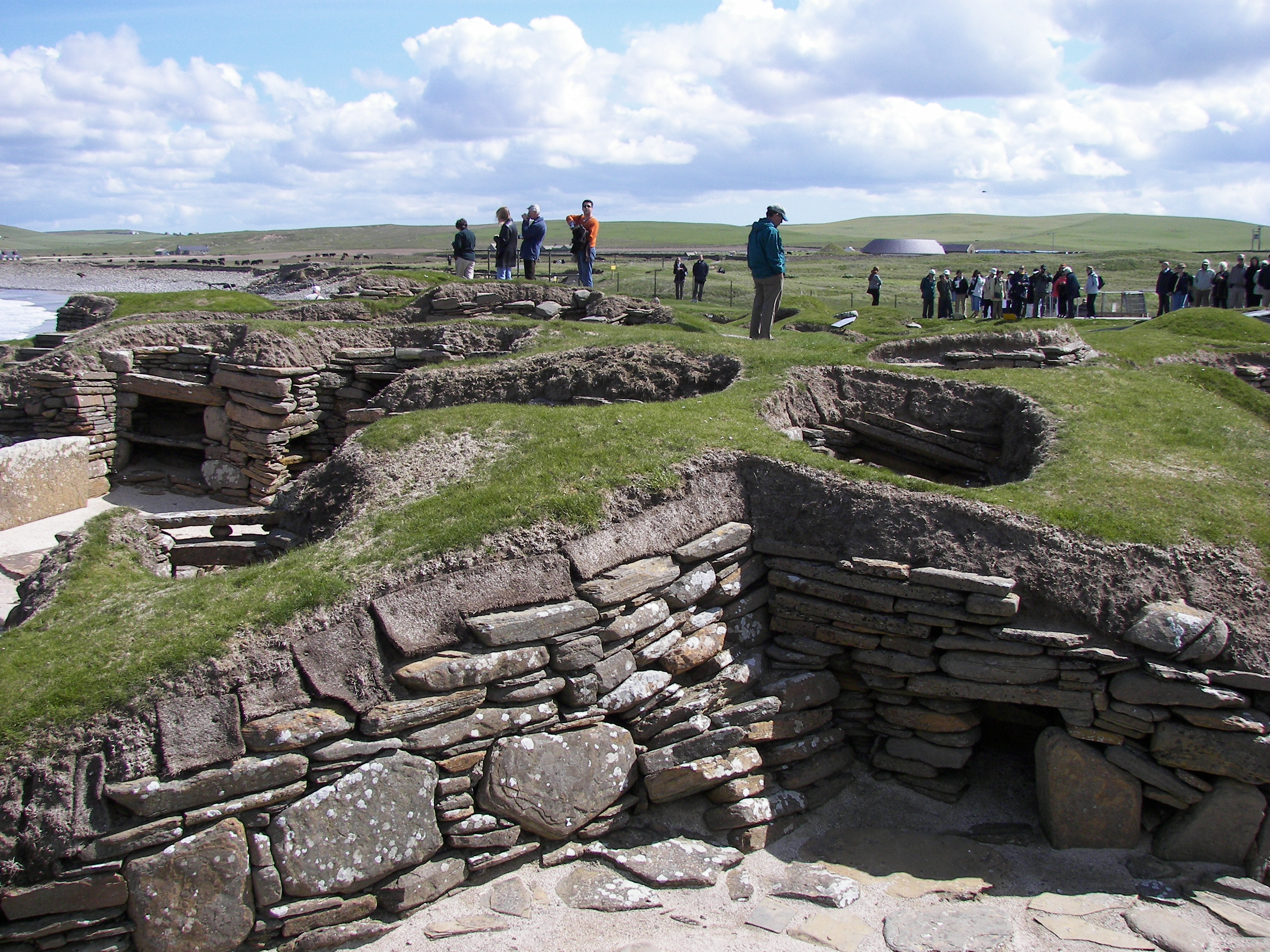
Excavacions de l'Skara Brae

Skara Brae (/ˈskærə ˈbreɪ/) és un assentament neolític, situat a la badia de Skaill, a les illes Òrcades, a Escòcia. Es tracta d'unes deu cases agrupades que han estat habitades aproximadament entre el 3180 aC i el 2500 aC.
Skara Brae es presenta com un poble de caràcter neolític, però dels més complets i ben preservats del nord d'Europa, i fou designat com a Patrimoni de la Humanitat per la UNESCO l'any 1999 junt amb altres monuments neolítics propers, sota la denominació de Cor neolític de les Òrcades.
Encara més antic que Stonehenge o les grans piràmides de Guiza, aquest poblat ha estat denominat més d'un cop com l'"Scottish Pompeei" (la Pompeia escocesa) pel seu excel·lent estat de preservació.